# Municipio de Plum Creek (Iowa)
El municipio de Plum Creek (en inglés: Plum Creek Township) es un municipio ubicado en el condado de Kossuth en el estado estadounidense de Iowa. En el año 2010 tenía una población de 326 habitantes y una densidad poblacional de 3,55 personas por km².

## Geografía
El municipio de Plum Creek se encuentra ubicado en las coordenadas 43°7′9″N 94°8′19″O / 43.11917, -94.13861. Según la Oficina del Censo de los Estados Unidos, el municipio tiene una superficie total de 91.84 km², de la cual 91,49 km² corresponden a tierra firme y (0,38 %) 0,35 km² es agua.

## Demografía
Según el censo de 2010, había 326 personas residiendo en el municipio de Plum Creek. La densidad de población era de 3,55 hab./km². De los 326 habitantes, el municipio de Plum Creek estaba compuesto por el 97,85 % blancos, el 2,15 % eran asiáticos. Del total de la población el 0,92 % eran hispanos o latinos de cualquier raza.